# 124-я танковая бригада
124-я танковая бригада— танковая бригада Красной армии ВС СССР, в годы Великой Отечественной войны.
Сокращённое наименование — 124 тбр.

## История
Бригада сформирована на Ленинградском фронте 22 сентября 1941 года на основании директивы Народного Комиссара Обороны СССР за № 2/III по штату № 010/78 на базе остатков 24-й танковой дивизии и 146-го танкового полка 198-й моторизованной дивизии. При формировании имела 46 танков КВ-1 (из них 4 огнемётных КВ-8) и 16 бронемашин.
В составе действующей армии с 22 сентября 1941 по 1 июля 1943 года.
Вечером 23 сентября 1941 года бригада встала на рубеж обороны. 7 октября 1941 года перед бригадой была поставлена задача поддержки Стрельнинского десанта. В рамках этой задачи бригада получила приказ утром 8 октября 1941 года силами 124-го танкового полка под командованием командира майора Лукашика Ивана Романовича прорваться по шоссе севернее Урицка через передний край обороны противника, выйти в район посёлка Ленина, и установить связь с десантом, в дальнейшем развивать наступление в направлении посёлка Володарского и во взаимодействии с 6-й бригадой морской пехоты уничтожить группировку противника в Урицке. 8 октября 32 танка КВ, с двумя ротами 124-го мотострелково-пулемётного батальона, посаженными на броню как десант, выступили по шоссе Автово — Урицк и на рассвете перешла в наступление. Вдоль берега её поддерживала наступлением также 124 МСПБ и 6-я бригада морской пехоты. Советская пехота огнём была отрезана от танков, десант в Стрельнинском парке высажен был частично и погиб под огнем противника, а 13 танков бригады прорвались в район совхоза «Пролетарский труд» - завод «Пишмаш», где двое суток вели бои в окружение. В 1:00, получив приказ возвращаться, 4 танка взяли на буксир 4 неисправных танка и еще 5 танков следовали по шоссе своим ходом.
Из Журнала боевых действий 42-й армии: «Танки, собранные у  Пишмаш были отбуксированы 4 целыми танками к району Охотничий домик. Противник подорвал трубу на дороге и заложил фугасы. Головной танк остановился, подорвавщись на фугасе. Противник открыл сосредоточенный огонь артиллерии и минометов по расположению танков, лишенных возможности двигаться и вести бой (не было снарядов). Через некоторое время все танки были подбиты и часть подорвана.»
Состав экипажей, оставляя горящие танки, под огнем противника вынужден был пробиваться самостоятельно, в результате чего небольшая часть из состава экипажей (15 человек) пробилась к своим частям. В этом бою в горящем танке сражался до последнего снаряда и патрона командир танкового полка майор Лукашик, который будучи ранен, не мог оставить танк и сгорел. Геройски погиб в танке комиссар танкового полка старший политрук Гололобов, также не оставивший танк.
Согласно журнала боевых действий 124-й ТБр потери составили :
Сгорело танков КВ - 20 шт.
Пропало без вести - 3 шт.
Сгорели две бронемашины
Разбиты: одна радиостанция, одна кухня, 2 колесных машины.
Убитыми - 83 человека
Ранеными - 144 человек
Пропавшими без вести - 328 человек
Безвозвратные потери в личном составе танковых экипажей, из 32-х, участвовавших в операции, по донесениям о безвозвратных потерях, составили:12 командиров взводов и танков, 14 командиров орудия, 25 механика-водителя, 16 радистов.
С 5 октября 1941 года в составе бригады действовал опытный прототип танка КВ-220, с 16 октября 1941 года — ещё один такой же экземпляр (опытный Т-150(КВ-3)). Также на 15 октября 1941 года в составе бригады имелись две самоходные 37-мм пушки на шасси Т-26, очевидно кустарно изготовленные в мастерских Ленинграда.
С 10 по 16 октября 1941 года бригада восстанавливается; в ней формируется 124-й зенитный артиллерийский дивизион. 17 октября 1941 года бригада сосредоточилась в районе Коркино в преддверии боёв в районе Невской Дубровки, но 1 ноября 1941 года передислоцировалась в район Рыбацкое. С 10 по 15 ноября 1941 года бригада приняла участие в наступлении войск 55-й армии. Атакует совместно с частями 43-й и 85-й дивизий в районе Усть-Тосно — железнодорожный мост. Перед группой стояла задача форсировать реку Тосна и с выходом на восточный берег захватить западную окраину Ивановского, развивая наступление в направлении Мги. Бригада совместно с пехотой вышла на западный берег реки, захватить мосты на ней не удалось.
С 5 января 1942 года дислоцируется в Рыбацком, с 31 января 1942 года начинает переброску на Волховский фронт по маршруту: Рыбацкое, Володарский мост, посёлки Романовка, Ириновка, Ваганово, Коккорево, затем по льду через Ладожское озеро. С 8 февраля 1942 года начинает марш к Погостью, к 13 февраля 1942 года сосредоточилась в районе Малукса. В состав бригады вошёл бронебатальон из 16 броневиков БА-10.
16 февраля 1942 года бригада совместно с подразделениями 11-й, 198-й и 311-й стрелковых дивизий атаковала немецкие позиции за деревней Погостье. Танки бригады прорвали оборону, и ворвались в немецкий лесной лагерь, в котором были построены большие блиндажи, на 20-30 человек каждый, где укрылась вражеская пехота. Танки КВ-1 начали давить немецкие блиндажи, уничтожив 17 штук и похоронив там немецких солдат и офицеров. 17 и 18 февраля 1942 года бригада ведёт бои под Виняголово. С 20 по 22 февраля 1942 года бригада вела наступательные действия в направлении рощи «Фигурная» и развилки дорог в 2 километрах западнее деревни Шалы. К 28 февраля 1942 года бригада из боёв выведена, и до 7 марта 1942 года восстанавливалась, всего к этому времени в бригаде осталось 15 КВ-1 и 16 броневиков. С 9 марта 1942 года бригада вновь перешла в наступление в направлении той же развилки с последующим развитием удара в направлении Смердыни. 13 марта 1942 года бригада, по выполнении задачи, из боёв выведена. С 13 по 17 марта 1942 года бригада восстанавливалась, с 17 марта 1942 года одним батальоном перешла в наступление на Зенино совместно с 311-й стрелковой дивизией, 20 марта 1942 года заняла населённый пункт. 25 марта 1942 года танки бригады, вновь с пехотой 311-й стрелковой дивизии, вели боевые действия севернее Кондуя, 26 — 28 марта 1942 года бригада вела бой западнее Кондуя, начала продвижение в направлении дороги Кондуя-Смердынь, к 11 апреля 1942 года отбросила вражеские войска к Макарьевской пустыни. 15 апреля 1942 года бригада была выведена из боя.
С 8 мая 1942 года бригада действует в направлении населённого пункта Липовик, 16 мая 1942 года выведена в резерв, строила укрепления и занималась боевой подготовкой. 16 сентября 1942 г. переходит в наступление совместно с 80 стрелковой дивизией 54 армии. Задача бригады состояла в том, чтобы прорвать передний край обороны противника, наступать в обход Смердыни, перерезать дорогу Рамцы-Смердыня. Боевая задача не была выполнена. 17-18 сентября бригада занималась эвакуацией подбитой техники с поля боя. В бою 16 сентября 124-я бригада понесла большие потери — 19 танков были подбиты и и эвакуированы, 8 танков (2 КВ и 6 Т-60) сгорели на поле боя).
14 января 1943 г. мотострелковый батальон 124-й танковой бригады атаковал противника на участке 177 стрелковой дивизии 54 армии. Задача батальона состояла в том, чтобы ночной атакой прорвать оборону противника, овладеть рощей и выйти на участок леса зап. ручья Дубок 300 метров. Задачу выполнить не удалось. Батальон потерял 25 человек убитыми, 93 ранеными и 10 пропавшими без вести.
11 февраля 1943 года принимает участие в Тосненско-Мгинской наступательной операции, будучи введённой в бой в полосе 281-й стрелковой дивизии, но прорвать оборону не смогла, так как упёрлась в глубокий овраг, который танки не смогли преодолеть и была отведена в новый исходный район для наступления. С 12 февраля 1943 года наступает, выйдя на рубеж ручья Лезно, 13 февраля 1943 года попыталась развить наступления, но была встречена организованной обороной и вернулась на рубеж ручья, понеся ощутимые потери.
1 июля 1943 года бригада переформирована в 124-й отдельный танковый полк

## Подчинение
| Дата            | Фронт (округ)                                              | Армия      | Корпус | Дивизия | Примечания |
| --------------- | ---------------------------------------------------------- | ---------- | ------ | ------- | ---------- |
| 01.10.1941 года | Ленинградский фронт                                        | -          | -      | -       | -          |
| 01.11.1941 года | Ленинградский фронт                                        | -          | -      | -       | -          |
| 01.12.1941 года | Ленинградский фронт                                        | -          | -      | -       | -          |
| 01.01.1942 года | Ленинградский фронт                                        | -          | -      | -       | -          |
| 01.02.1942 года | Ленинградский фронт                                        | -          | -      | -       | -          |
| 01.03.1942 года | Ленинградский фронт                                        | 54-я армия | -      | -       | -          |
| 01.04.1942 года | Ленинградский фронт                                        | 54-я армия | -      | -       | -          |
| 01.05.1942 года | Ленинградский фронт (Группа войск Волховского направления) | 54-я армия | -      | -       | -          |
| 01.06.1942 года | Ленинградский фронт (Волховская группа войск)              | 54-я армия | -      | -       | -          |
| 01.07.1942 года | Волховский фронт                                           | 54-я армия | -      | -       | -          |
| 01.08.1942 года | Волховский фронт                                           | 54-я армия | -      | -       | -          |
| 01.09.1942 года | Волховский фронт                                           | 54-я армия | -      | -       | -          |
| 01.10.1942 года | Волховский фронт                                           | 54-я армия | -      | -       | -          |
| 01.11.1942 года | Волховский фронт                                           | 54-я армия | -      | -       | -          |
| 01.12.1942 года | Волховский фронт                                           | 54-я армия | -      | -       | -          |
| 01.01.1943 года | Волховский фронт                                           | 54-я армия | -      | -       | -          |
| 01.02.1943 года | Волховский фронт                                           | 54-я армия | -      | -       | -          |
| 01.03.1943 года | Волховский фронт                                           | 54-я армия | -      | -       | -          |
| 01.04.1943 года | Волховский фронт                                           | 54-я армия | -      | -       | -          |
| 01.05.1943 года | Волховский фронт                                           | 54-я армия | -      | -       | -          |
| 01.06.1943 года | Волховский фронт                                           | 54-я армия | -      | -       | -          |
| 01.07.1943 года | Волховский фронт                                           | 54-я армия | -      | -       | -          |

## Состав
На момент формирования
- Управление бригады
- Рота управления
- Разведывательная рота
- 124-й танковый полк
  - 1-й танковый батальон
  - 2-й танковый батальон
  - 3-й танковый батальон
- 124-й мотострелково-пулемётный батальон
- Противотанковый дивизион
- 124-й отдельный зенитно-артиллерийский дивизион (сформирован позднее)
- Автотранспортная рота
- Ремонтная рота
- Санитарный взвод

С 1 января 1942 года
- Управление бригады
- Рота управления
- Разведывательная рота
- 1-й танковый батальон
- 2-й танковый батальон
- 124-й мотострелково-пулемётный батальон
- Противотанковый дивизион
- Автотранспортная рота
- Ремонтная рота
- Санитарный взвод
- Бронебатальон (с февраля 1942)

## Командиры
- полковник, с 03.05.1942 генерал-майор Родин Алексей Григорьевич (до 23.05.1942);
- подполковник Миронович, Георгий Александрович (с 24.05.1942 по 28.05.1942);
- подполковник, с 14.09.1942 полковник Вегерчук, Иван Никонович (с 29.05.1942 по 20.03.1943);
- подполковник Урванов, Кирилл Осипович (с 21.03.1943 по 18.07.1943)

## Отличившиеся воины бригады
| Награда | Ф. И. О.              | Должность                 | Звание    | Дата награждения | Примечания       |
| ------- | --------------------- | ------------------------- | --------- | ---------------- | ---------------- |
|         | Фомин, Фёдор Фролович | командир танкового взвода | лейтенант | 06.02.1942       | Погиб 16.02.1942 |